# La via degli dèi (Harry Harrison)
La via degli dèi, pubblicato anche come Gli dei di Asgard (titolo originale inglese The Hammer and the Cross, letteralmente 'Il Martello e la Croce') è un romanzo fantasy del 1993 scritto da Harry Harrison, primo libro della trilogia della saga del Martello e della Croce, una ucronia ambientata nel IX secolo.

## Personaggi
- Ragnar Lodbrok, capo vichingo
  - Halvdan, figlio maggiore di Ragnar Lodbrok
  - Ubbi, figlio di Ragnar Lodbrok
  - Sigurth Occhi di Serpente, figlio di Ragnar Lodbrok
  - Ivar Senz'Ossa, figlio di Ragnar Lodbrok

- Wulfgar, thane
  - Alfgar, figlio di Wulfgar
  - Godive, figlia di Wulfgar
  - Shef Sigvarthsson, figlio di Sigvarth, a cui Wulfgar fa da patrigno

- Hund, liberto amico di Shef, medico
- Thorvin, sacerdote di Thor
- Brand l'Uccisore, vichingo, fedele della Via
- Cwicca, schiavo liberto

- Re Edmondo dell'Est Anglia
- Re Ella del Regno di Northumbria
- Re Burgred del Regno di Mercia
- Re Etelredo del Regno del Wessex
- Re Alfredo del Regno del Wessex
- Carlo il Calvo

## Trama
Il volume si divide in tre parti:

### Parte prima: schiavo
Il temibile vichingo Ragnar Lodbrok viene catturato ed ucciso da Re Edmund dell'Est Anglia. Questo fatto scatena la vendetta dei suoi figli: Halvdan, Ubbi, Sigurth Occhi di Serpente, Ivar Senz'Ossa che decidono d'invadere e saccheggiare l'Inghilterra. L'inglese Shef, guidato da sogni profetici inviati da una divinità, reso schiavo dal patrigno Wulfgar, si unisce all'armata vichinga con lo scopo di liberare Godive, sua sorella adottiva di cui è innamorato. Essa era stata catturata dai vichinghi che avevano mutilato Wulfgar di braccia e gambe, ed era in possesso di Ívarr Ragnarsson. Ritenuto dal sacerdote della Via di Asgard un inviato dagli dei, Shef penetra nel campo vichingo con il fedele amico Hund, e approfittando dell'attacco di re Ella al grande esercito libera Godive. Con essa tenta la fuga, prima di venire ricatturato dai vichinghi; Godive viene invece rapita dal fratellastro di sangue (di entrambi) Alfgar che la sposa tenendo segreto il loro legame. Shef viene condotto al campo vichingo, dove viene punito per il tradimento con la cavatura di un occhio, ma ricompensato per l'aiuto nella cattura di re Ella diventando membro della truppa del vichingo Viga-Brand (Brand l'Uccisore).

### Parte seconda: liberto
Nella seconda parte Shef segue il grande esercito che pone sotto assedio la città di York che viene difesa da Re Ella del Regno di Northumbria tramite macchine d'assedio di origine romana. Shef riesce a ricostruire delle torri d'assedio e assalire la città, ma quando è ad un passo dal conquistarla si accorge che gli assedianti sono venuti a patti con i figli di Ragnar Lodbrok. Ivar Senz'Ossa decide di torturare a morte Re Ella, ma ciò porta malcontento nel grande esercito, che sotto il comando di Shef si scinde, abbandonando i quattro figli a York e dirigendosi a sud.
Giunto a Woodbridge Shef entra nel tumulo di Wehha dell'Est Anglia e ne acquisisce il tesoro. Essendo il trono dell'Est Anglia vacante, Re Alfred del Regno del Wessex nomina jarl Shef, in modo tale da creare uno stato cuscinetto contro il re rivale Re Burgred del Regno di Mercia.

### Parte terza: jarl
Shef, nominato jarl, inizia a comandare il territorio dell'Est Anglia sapendo che la pace non può durare a lungo: è braccato sia dal suo fratellastro Alfgar, che ha sposato la sorella Godive, sia da Ivar Senz'Ossa, a cui egli stesso aveva sottratto Godive.
Rapisce allora la sorella attirandosi le ire dei due contendenti, che a loro volta si scontrano: Ivar Senz'Ossa sconfigge l'esercito di Mercia, ed a sua volta viene ucciso da Shef. Nel frattempo i cristiani hanno chiamato in soccorso re Carlo il Calvo dal continente, temendo un ritorno del paganesimo in Inghilterra. Shef, assieme al Re Alfred, scacciano il franco invasore. Il libro si conclude con la nomina a co-re di Shef.

## Edizioni
- Harry Harrison, Gli dei di Asgard, traduzione di Alessandro Zabini, TEA, 2003,  p. 418, ISBN 88-502-0293-8.